# رولف پترشون
رولف پترشون (انگلیسی: Rolf Peterson؛ زادهٔ ۱۱ مه ۱۹۴۴) قایقران کانو اهل سوئد بود.
وی در مسابقات کشوری و بین‌المللی در مجموع برندهٔ ۳ مدال طلا، ۲ مدال نقره شده‌است.